# Sven Liljencrantz
Sven Liljencrantz, före adlandet Westerman, född 30 maj 1727, död 10 december 1797 på Hesselbyholm, var en svensk friherre, hovrättsråd och lagman.
Liljencrantz blev advokatfiskal 1740, assessor i Svea hovrätt 1762 och hovrättsråd 1770. Han bytte den tjänsten mot lagmanstjänsten i Upplands och Stockholms läns lagsaga som han upprätthöll 1771–1775,  där han vid avskedet fick titulaturen landshövding. Han blev tillsammans med sin bror adlad 1768 och erhöll friherrlig rang 1778.
Liljencrantz grundade fideikommissen Hässelbyholm i Fogdö socken samt Heby slott i Gåsinge och Dillnäs socknar, men då hans släktgren dog ut med hans son 1798 övergick godsen till söner till hans bror Johan Liljencrantz.